# Hősök (együttes)
A Hősök egy magyar hiphop, rap formáció.
Az alapvetően Veszprémhez köthető hiphop formáció 2001 óta tevékenykedik a honi rap szcénában. 
2003-ban megnyerték a Hiphop Mission országos tehetségkutató versenyt, mely a legendás Fila Rap Jam-ek utódja volt. A megalakulás óta több saját lemez, szólóalbumok, produceri kiadványok sora jelent meg a Hősök zászlaja alatt. A csapat az évek alatt bejárta fellépéseivel az országot. Minden nagyobb hazai fesztiválon szerepeltek már, az Offline Sport Games nyárzáróin is alapnevek, de városi/községi rendezvényeken és természetesen a hiphop orientált bulikon is biztos pont a Hősök szerepeltetése. 
2011-ben a tízéves jubileum és a negyedik album (Négy Évszak) nagy fordulópont. Közel 100 fellépés, öt új videóklip, MR2-es listavezetés (Ikon). A lemez rengeteg pozitív kritikát kap, sok új kapu és lehetőség nyílik folyamatosan a Hősök számára. 2012-ben szerepelnek a Magyar Rádió Szimfonikus Zenekarával a Szimfonik 2.0 rendezvényen. 2013-ban Érintés címmel napvilágot lát az ötödik korong olyan dalokkal, mint a Kisember, a Hip Hop Hatalom vagy az Enyém. Ebben az évben már közel 150 fellépést ad a csapat, többek között a soproni Volt Fesztivál nagyszínpadának nyitó produkciójaként.

## Kezdet
A Hősök, mint zenei mozgalom két Veszprém megyei település duójából alakult ki. Mind a pétfürdői, mind pedig a veszprémi csapat, hasonló mértékű zene iránti tisztelettel, szeretettel rendelkezett, így nem volt kérdéses számukra, tehetségüket miért ne kamatoztathatnák egy közös produkcióban is. Az Ammóniaszökevények (Joeker, Eckü) invitálására igent mondott az Őrült Oldal (Mentha, Brash). Az első közös szerzeményük, mely a 2001-es évre datálható, a Hősök nevet viselte, sok-sok próbálkozást követően, nem kis sikereket elérve, a felállás immáron állandónak minősült. A négyes fogat így, első közös produkciójuk nevét választva bandanévnek, folytatta tovább a jobbnál jobb szerzemények „előállítását".

## Munkásságuk
2002 januárjában kezdődtek meg a csapat első önálló albumának munkálatai egy szombathelyi stúdióban. Az albumon közreműködnek más neves hiphopelőadók is. Ugyanebben az évben nevezett a már összeszokott zenekar egy az Animal Cannibals által rendezett rendezett HipHop Mission nevezetű megmérettetésre, ahol is az északi elődöntőn egy különdíjjal és egy válogatás cd-n való szerepléssel valamint a döntőben való részvétellel gazdagodtak. Júniusra elkészült az első album, mely a Szóhisztéria címet viselte. 2002 őszén látott napvilágot a Nyugat nem enged című maxi, mely csak és kizárólag internetes hozzáférésben volt elérhető a rajongók számára. Fellépést fellépés követett, 2003 nyarán csatlakozott a formációhoz Gerysson, mint a zenekar kizárólagos Dj-e. Ekkor tájt készült el a második albumuk Nyelvtan címmel. Szintén erre az évre dotálható a már fent említett HipHop Missiion verseny döntőjére, melyet a Hősök nyertek meg. A hatalmas lehetőség mellett, egy Warner-Magneoton lemezszerződést is nyertek egy teljes albumra. Ugyanezen év végére készült egy videóklip, mely a Mindörökké címet viselte és mellé egy négy számot tartalmazó maxi is. A következő évben a közös munka kissé lelassult, így inkább a fellépésekre koncentrált a csapat. Mivel a kiadótól távoztak a fiúk, így immáron független előadóként folytatták pályájukat. Az év végére készült el egy nagyon jelentős darabjuk munkásságuknak, méghozzá Brash és Joeker keze alatt, a Magyar Hiphop Remixek című alkotás, mely 17 hazai előadó (Deego, Akkezdet Phiai, Siska, Különvélemény stb.) dalának remixét és 3 saját szerzeményt tartalmazott. Az album azonban kizárólag limitált kiadásban és internetes terjesztésben látott napvilágot. 2005-ben jelent meg Mentha első szóló projektje Áldozat címmel. A Hősök nevéhez köthető ezentúl még a Westprém City Allstars névre hallgató válogatásalbum 24 számmal a megye színvonalas előadóitól. A válogatást követte Mentha 2007-es bemutatkozó albuma. (Ismerd meg az énemet)
Ebben az évben jelent meg egy újonnan alakult formáció bemutatkozó albuma. Az EcküPixaKombó első lemeze a Kúperteszt címre hallgatott.
Öt év hallgatás után 2008-ban jelent meg egy újabb Hősök album 15 új trackkel, címe: Klasszik. A közreműködők Nks, Bankos és Norba, Vad Fruttik, Sub Bass Monster stb. 2009-ben jelent meg egy 7 felvételt tartalmazó maxijuk Betűzdel címmel, két Mentha, Eckü bónusszal.
2010 óta a veszprémi Zhe Banddel kiegészülve adnak élőzenés koncerteket. A rengeteg közreműködői munka után 2011-ben jelent meg legújabb lemezük Négy Évszak címmel.
2012. március 14-én lezajlott a Red Bull Pilvaker – a szavak forradalma elnevezésű rendezvény, amin Eckü is részt vett, valamint jelentős szerepet vállalt az előzetes promócióban is. Ez év április 1-jén jelent meg az Animal Cannibals Respekt című korongja, amin a srácok Nem kell segítség senkitől című száma is hallható. A dal Qka MC és Ricsi PÍ 1996-os Robbanunk a semmiből című számának átdolgozása. A Hősök jelenlegi DJ-je Nagy ’Gozth’ Zsolt.
A Hősöket jelölték a 2012-es VIVA Comet Legjobb együttes kategóriájában, de a díjat végül a Children Of Distance vihette haza. November 9-én elindult a VIVA TV Stáb a tanyán című műsora, melyben Iszak Eszter, Odett, Sanyóca és Fluor Tomi mellett Eckü is részt vesz. Közösen elkészítették A holnap a máé című dalt, melyhez Miki357 rendezte a klipet.
2013. január 21-én a Pétfürdő Nagyközség Önkormányzatának Képviselő-testülete a kultúráért végzett kiemelkedő tevékenységéért "KULTÚRÁÉRT" kitüntetést adományozott a Hősök zenekar részére. 2013. április 5-én megjelent a srácok ötödik stúdióalbuma Érintés címmel. 2014 januárjától Brash magánéletére hivatkozva háttérbe vonult. Az új zenék készítésében nem vesz részt, fellépésekre nem jár, nem aktív tagja a csapatnak, de a háttérmunkából kiveszi a részét, mint például videóklip készítésében, ahogy tette azt az Enyém című klipnél is. Brash ezekkel a szavakkal búcsúzott: „Nagyon szépen köszönöm mindenkinek a rengeteg emléket. Köszönöm, hogy az elmúlt években ott voltatok és biztattatok a koncerteken. Millió dolgot átéltem és nagyon sokat adott az elmúlt időszak, amit soha nem fogok elfelejteni. Nem tűnök el, fogunk még találkozni, ígérem! Szeressétek és támogassátok továbbra is a Hősöket, a többiek - ahogy eddig is - rendületlenül csinálják tovább. Sziasztok!“

## Albumok
- Szóhisztéria (2002)
- Nyelvtan (2003)
- Klasszik (2008)
- Négy Évszak (2011)
- Érintés (2013)
- Raplife (2015)

## Közreműködések
- Animal Cannibals - Rapdiszkó (2008)
- Animal Cannibals - Respekt (2012)
- Barbárfivérek - Nyershús Mixtape
- Barbárfivérek - Napalm (2014)
- Barbárfivérek - Darálthús (Eckü) (2015)
- BeatKOHO - Hibátlan Ep (Eckü) (2014)
- Brash - Szó fel 3 (2021)
- Brains - Éjszaka (2011)
- Crain & Vanish - Mekvárt Szleng 2 (Eckü)
- Deego - Szó fel 3 (2021)
- Duffchy - Jobb Később Mint Soha (Eckü) (2015)
- Essemm - Szó fel 3. (2021)
- Ganxsta Zolee és a Kartel - OldSkool (2019) - Kartel Krónika (Eckü, Mentha)
- Halott Pénz - Szólj Anyunak Hogy A városban Vagyok (2013)
- Hanyag Elegancia - Stíluspakk
- Hanyag Elegancia - Stíluspakk 2 (2010)
- Hanyag Elegancia - Stíluspakk 3 (Eckü)
- Hanyag Elegancia - Stíluspakk 5 (Eckü) (2014)
- Hírwewők - De-Büt (Eckü)
- Jam Balaya - Egy élmény volt (Eckü) (2007)
- Jam Balaya - Kapcsolódj ki (Eckü) (2010)
- Jam Balaya - Farkaskutyaszar (2012)
- Ketioz - Kapitális K (Eckü) (2011)
- NKS - TDI (Eckü) (2012)
- Norba - Agykontroll (Eckü) (2010)
- Siska Finuccsi - Veterán (2015)
- Siska Finuccsi - Szó fel 3 (2021)
- Sub Bass Monster - Szó fel 3 (2021)
- Tibbah - Tibbahnation 4.5 (Eckü)
- Tibbah - Tibbahnation 5 (Eckü)
- Tkyd - Heavy Mental (2013)
- Tkyd - Szó fel 3 (2021)
- Vérfürdő - Tájkép Ep
- Vérfürdő - Pétzsidestory
- Vicc Beatz - Mixtape 2 (Eckü) (2011)
- Vicc Beatz - Mixtape 3 (Eckü) (2014)